# Piotr Tyszkiewicz (piłkarz)
Piotr Tyszkiewicz (ur. 4 września 1970 w Ostródzie) – polski piłkarz grający na pozycji napastnika, trener piłkarski. Obecnie menedżer.

## Życiorys
W swej karierze reprezentował barwy Stomilu Olsztyn, Zagłębia Lubin, Olimpii Poznań, Sokoła Pniewy, FC Baden, VfL Wolfsburg, Eintrachtu Brunszwik, Lecha Poznań oraz Warmii Grajewo.
W sezonie 1990/1991 wraz z drużyną Zagłębia Lubin zdobył mistrzostwo Polski.
Jego żoną jest koszykarka Beata Krupska-Tyszkiewicz.